# Jennifer Musisi

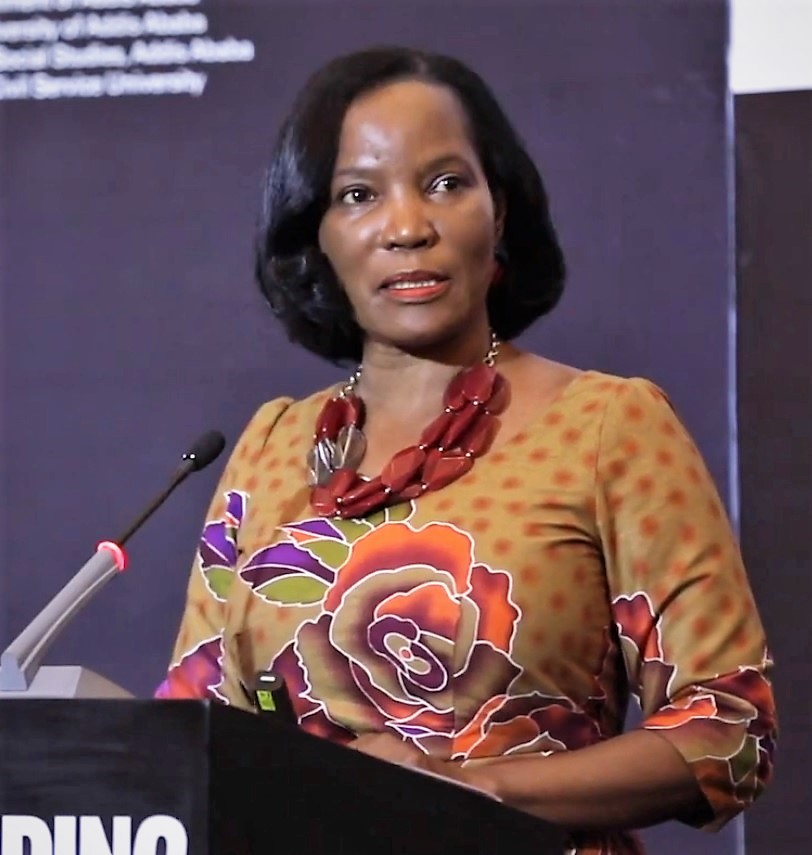

Jennifer Semakula Musisi là một luật sư và quản trị hành chính công người Uganda. Bà là Giám đốc điều hành đầu tiên của Chính quyền thành phố thủ đô Kampala. Bà đã được bổ nhiệm vào vị trí đó vào tháng 4 năm 2011 bởi Tổng thống Uganda, sau khi thành lập tổ chức mới thay thế Hội đồng thành phố Kampala. Bà nhậm chức vào ngày 15 tháng 4 năm 2011. Vào ngày 27 tháng 2 năm 2014, Tổng thống Uganda tái bổ nhiệm bà trong nhiệm kỳ ba năm khác, có hiệu lực vào ngày 14 tháng 4 năm 2014. Hợp đồng của bà đã được gia hạn vào tháng 4 năm 2017, bắt đầu từ ngày 15 tháng 4 năm 2017 đến ngày 14 tháng 4 năm 2020. Tuy nhiên, vào ngày 15 tháng 10 năm 2018, bà đã từ chức Giám đốc điều hành KCCA, có hiệu lực vào ngày 15 tháng 12 năm 2018.

## Bối cảnh và giáo dục
Musisi được sinh ra ở Kampala ở khu vực miền Trung của Uganda, trong những năm 1960. Bà theo học trường nữ sinh Tororo ở quận Tororo để học cấp độ O (S1 - S4). Sau đó, bà chuyển đến trường King College Buddo ở quận Wakiso trong hai năm cuối của chương trình giáo dục trung học (S5 - S6). Bà tốt nghiệp Budo năm 1982, đứng đầu lớp. Bà phục vụ như phó trưởng ban trong thời gian ở trường trung học nội trú hỗn hợp.
Năm 1982, bà vào Đại học Makerere, trường đại học lâu đời nhất ở Uganda, nơi bà học luật. Bà tốt nghiệp năm 1986 với bằng Cử nhân Luật (LLB). Năm sau, bà đã nhận được Chứng chỉ hành nghề luật sư từ Trung tâm phát triển luật pháp ở Kampala, thủ đô của Uganda. Sau đó, bà lấy bằng Thạc sĩ Hành chính công (MPA) từ Đại học Makerere. Bà cũng có bằng cấp về quản lý, thuế và luật từ một số tổ chức bao gồm Trường Luật Harvard và Đại học George Washington tại Hoa Kỳ.